# Водосбор вееровидный
Водосбор вееровидный (лат. Aquilegia flabellata) — вид травянистых растений рода Водосбор (Aquilegia) семейства Лютиковые (Ranunculaceae), произрастающий в горных лесах на Дальнем Востоке, севере Японии, севере Кореи и в Китае.

## Ботаническое описание
Многолетнее травянистое растение. Стебель 40—60 см высотой с сидячими листьями; всё растение сизое, почти голое, цветоносы с очень редкими железистыми волосками. Прикорневые листья длинно-черешковые, дважды тройчатые или четверные, листочки вееровидные с резко вырисовывающимся жилкованием, плотные, снизу интенсивно сизые, неравномерно надрезанно-зубчатые; зубцы округлые.
Цветки 4,5—5,5 см в поперечнике, голые или с редкими волосками, лиловато-синие, редко белые. Чашелистики продолговатые или широкояйцевидные, 1,5—2,5 см длиной и 1,1—1,7 см шириной. Лепестки с длинными у основания толстыми шпорцами, на конце сильно загнутыми; у белоцветной разновидности шпорцы короткие; отгиб прямой, жёлтый, колокольчатый, одной длины с чашелистиками. Тычинки не выдаются из венчика. Листовок 5, с расходящимися стлб., голых 2—4,5 см длиной. Семена блестящие, чёрные. Цветение в июне—июле.